# Isabelle Harris
Isabelle Harris (Lethbridge, 10 de agosto de 2001) es una deportista canadiense que compite en judo. En los Juegos Panamericanos de 2023 obtuvo una medalla de plata en la categoría de –63 kg.

## Palmarés internacional
| Juegos Panamericanos | Juegos Panamericanos | Juegos Panamericanos | Juegos Panamericanos |
| Año                  | Lugar                | Medalla              | Categoría            |
| -------------------- | -------------------- | -------------------- | -------------------- |
| 2023                 | Santiago (Chile)     | Medalla de plata     | –63 kg               |